# Hallens socken
Hallens socken ligger i Jämtland, ingår sedan 1974 i Åre kommun och motsvarar från 2016 Hallens distrikt.
Socknens areal är 896,80 kvadratkilometer, varav 742,10 land. År 2000 fanns här 915 invånare. Tätorten och kyrkbyn Hallen med sockenkyrkan Hallens kyrka ligger i socknen. 

## Administrativ historik
Hallens socken har medeltida ursprung. 
Vid kommunreformen 1862 överfördes ansvaret för de kyrkliga frågorna till Hallens församling och för de borgerliga frågorna till Hallens landskommun. Landskommunen utökades 1952 och uppgick 1974 i Åre kommun. Församlingen uppgick 2006 i Västra Storsjöbygdens församling.
1 januari 2016 inrättades distriktet Hallen, med samma omfattning som församlingen hade 1999/2000.  
Socknen har tillhört fögderier, tingslag och domsagor enligt vad som beskrivs i artikeln Jämtland. De indelta soldaterna tillhörde Jämtlands fältjägarregemente.

## Geografi
Hallens socken sträcker sig från Storsjön i öster till Oviksfjällen och Anarisfjällen i väster. Socknen har odlingsbygd vid sjön och på halvön Hammarnästet och är i övrigt en myrrik skogsbygd.
Sockenområdets östra del genomkorsas av länsväg 321 i nord-sydlig riktning.

### Geografisk avgränsning
Socknens gräns i öster går mitt i Storsjön och gränsar där mot (från norr) Alsens socken och Rödöns socken i Krokoms kommun samt Frösö socken och Norderö socken i Östersunds kommun. Öarna Gåijeholmen, Utöarna samt Moholmen ligger inom socknen. Hammarnäset med byarna Hammarnäs, Backen, Gåije, Arvesund samt Heljesund ligger inom socknen. Länsväg 321 går på en bro över Kvissleviken av Storsjön. Vid södra brofästet ligger byn Mårdsund. Indalsälvens västra del mynnar i Kvissleviken. 
Socknen gränsar här i norr mot Mattmars socken. Gränsen går från Storsjön (Trångsvikens mynning) via Kvarnviken, Drevetjärnen och Stor-Drafsjön till Indalsälvens mynning i övre Kvissleviken. Härifrån viker gränsen mot sydväst, passerar Dammån och når Oviksfjällens nordligaste fjäll (Sällsjöfjället) strax norr om Mårdsundsbodarna (som ligger i socknen). Gränsen går strax söder om Järvdalsbodarna i Mattmar socken och möter Mörsils sockengräns strax öster om Håckervalen (sydsam. Hukkore). Gränsen går sedan västerut och rundar Gestvalen (sydsam. Tjieste). Den möter Undersåkers socken och viker av mot söder och når Bredsjön och Hanasjön. Från den senare går den österut, som gräns mot Ovikens socken, och följer Storån mot Höglekardalen. Samelägret Hosjöbottnarna (sydsam.: Bååhne) ligger inom socknen. Höglekardalen och Bydalen ligger också i Hallens socken. 
Sockengränsen rundar, i norr, fjället Drommen (i Ovikens socken) och går sedan österut med Marby socken i söder. Mårdsbodarna, Hallbodarna och Iffelnäsbodarna ligger i socknen. Gränsen når Storsjön (viken Lillsjön) strax söder om Låsböle, som ligger i socknen, liksom byarna Höla, Hölåsen, Iffelnäs och Trappnäs.

## Fornlämningar

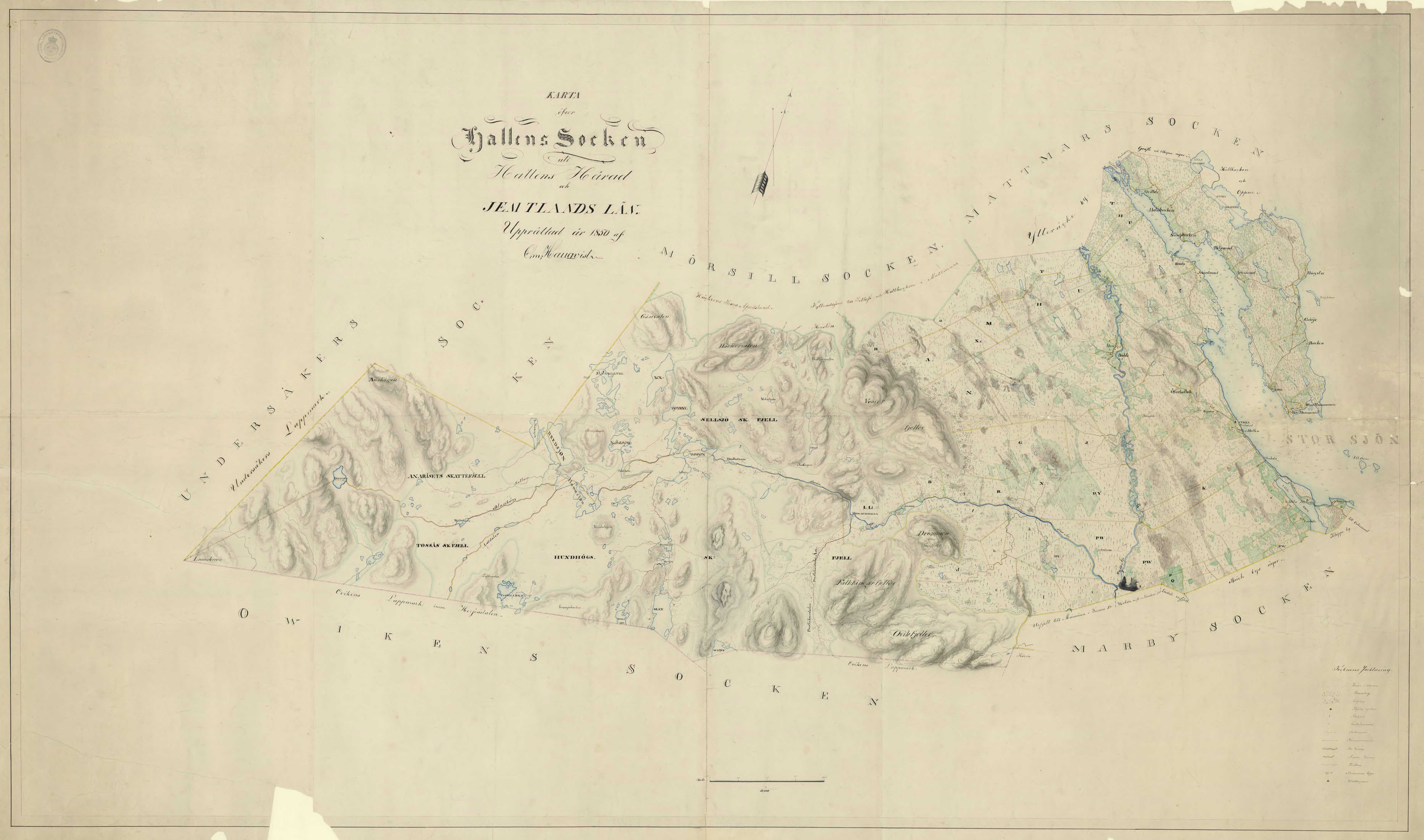
Karta från 1850 över Hallens socken.

Man har anträffat en del boplatser från stenåldern. Dessa ligger vid Storsjön. Spår efter fast bebyggelse under järnåldern saknas. Hallens socken blev bebyggd först under medeltiden. Från medeltiden finns några ödegårdar samt lämningar av lågteknisk järnhantering. Dessutom finns cirka 150 fångstgropar i området.

## Namnet
Namnet (1344 Hallinni) innehåller hall, 'sluttning' syftande på huvudbygdens läge i en sluttning mot Storsjön.

## Sockenvapen (heraldik)
Hallens landskommun var inte vapenförande vid sammanläggning till Åre kommun 1974. Hallens hembygdsförenings har dock 2008 antagit ett vapen som dock inte kan ses som ett formellt fastställt vapen för socknen.
Blasoneringen (vapenbeskrivning) är: ” blått fält ett träd av silver uppväxande från en stam av silver och framför trädet en gående bäver av guld.”

## Externa länkar

Sockenvapen

## Befolkningsutveckling
| Befolkningsutvecklingen i Hallens socken 1750–1990                                                       | Befolkningsutvecklingen i Hallens socken 1750–1990 | Befolkningsutvecklingen i Hallens socken 1750–1990 | Befolkningsutvecklingen i Hallens socken 1750–1990 | Befolkningsutvecklingen i Hallens socken 1750–1990 |
| --- | -------------------------------------------------- | -------------------------------------------------- | -------------------------------------------------- | -------------------------------------------------- |
| |                                                    |                                                    |                                                    |                                                    |
| År |                                                    |                                                    | Folkmängd                                          |                                                    |
| 1750 | 1750                                               |                                                    | 463                                                |                                                    |
| 1760 | 1760                                               |                                                    | 516                                                |                                                    |
| 1769 | 1769                                               |                                                    | 591                                                |                                                    |
| 1780 | 1780                                               |                                                    | 582                                                |                                                    |
| 1790 | 1790                                               |                                                    | 517                                                |                                                    |
| 1800 | 1800                                               |                                                    | 637                                                |                                                    |
| 1810 | 1810                                               |                                                    | 722                                                |                                                    |
| 1820 | 1820                                               |                                                    | 854                                                |                                                    |
| 1830 | 1830                                               |                                                    | 956                                                |                                                    |
| 1840 | 1840                                               |                                                    | 965                                                |                                                    |
| 1850 | 1850                                               |                                                    | 1 019                                              |                                                    |
| 1860 | 1860                                               |                                                    | 1 122                                              |                                                    |
| 1870 | 1870                                               |                                                    | 1 105                                              |                                                    |
| 1880 | 1880                                               |                                                    | 1 272                                              |                                                    |
| 1890 | 1890                                               |                                                    | 1 431                                              |                                                    |
| 1900 | 1900                                               |                                                    | 1 429                                              |                                                    |
| 1910 | 1910                                               |                                                    | 1 383                                              |                                                    |
| 1920 | 1920                                               |                                                    | 1 368                                              |                                                    |
| 1930 | 1930                                               |                                                    | 1 407                                              |                                                    |
| 1940 | 1940                                               |                                                    | 1 324                                              |                                                    |
| 1950 | 1950                                               |                                                    | 1 209                                              |                                                    |
| 1960 | 1960                                               |                                                    | 1 117                                              |                                                    |
| 1970 | 1970                                               |                                                    | 963                                                |                                                    |
| 1980 | 1980                                               |                                                    | 969                                                |                                                    |
| 1990 | 1990                                               |                                                    | 966                                                |                                                    |
| Anm: Källor: Umeå universitet - Tabellverket 1749-1859, Demografiska databasen, CEDAR, Umeå universitet. |                                                    |                                                    |                                                    |                                                    |